# Tappi Tíkarrass
Tappi Tíkarrass war eine isländische Punkband, die von 1981 bis 1983 existierte. Die später international als Solokünstlerin bekannt gewordene Björk war die Sängerin der Gruppe; in mehreren isländischen Filmen machte sie die Band landesweit bekannt. Björk wurde sogar das Covergirl für das Video und die LP Rokk í Reykjavík, die bekannteste Dokumentation über die isländische Musikszene der 1980er Jahre.
Tappi Tíkarrass bedeutet cork the bitch’s ass und stammt aus dem Kommentar des Vaters des Bassisten, nachdem er die Band das erste Mal gehört hatte.

## Diskografie
- Bitið Fast Í Vitið (1982)
- Miranda (1983)